# مارتي مايبري
مارتي مايبري (9 فبراير 1986 – 18 ديسمبر 2024) كان متزلجًا ألبيًا بارالمبيًا أستراليًا مبتور الساقين ومصنفًا في فئة LW3. فقد مايبري كلتا ساقيه بعد إصابته بـمرض المكورات السحائية عندما كان في السادسة عشرة من عمره. دفعته هذه التجربة إلى دراسة الطب، والتحق بـجامعة جريفيث وجامعة سيدني حيث تابع مايبري دورات في العلوم الصحية. خارج الفصول الدراسية، كتب ورقة بحثية عن مرض المكورات السحائية، وعمل بدوام جزئي في أبحاث حول المرض، وتحدث عن تجاربه في مؤتمر.
بعد أن بدأ كمتزلج سليم، انتقل مايبري إلى رياضة ذوي الإعاقة. ظهر لأول مرة مع المنتخب الوطني في عام 2005، ومثل أستراليا في الألعاب البارالمبية الشتوية 2006 في العام التالي، حيث لم يفز بميدالية. بمساعدة طرف اصطناعي، تم إجراء تعديلات على ساقيه للتزلج، وتنافس في العديد من مسابقات التزلج خلال أعوام 2007 و 2008 و 2009. تم اختياره لفريق الألعاب البارالمبية الشتوية 2010 الأسترالي في حفل أقيم في كانبرا في نوفمبر 2009. بين ذلك الحين وبداية الألعاب، شارك في عدد قليل من المسابقات الأخرى، بما في ذلك واحدة فاز فيها بميدالية ذهبية، وشارك في معسكر تدريبي للمنتخب الوطني. تم اختياره ليكون حامل علم أستراليا في حفل الافتتاح. في المنافسات، حصل على ميدالية فضية في حدث الانحداري للرجال وقوف، وحصل على المركز 24 في السوبر جي، وتم استبعاده من التزلج المتعرج، ولم ينهِ سباق التزلج العملاق. بعد الألعاب، اعتزل التزلج.

## الخلفية
ولد مايبري في 9 فبراير 1986، ونشأ في خليج بايرون، نيوساوث ويلز،
حيث التحق بـمدرسة خليج بايرون الثانوية. بحلول عام 2009، كان يقيم في كوينزلاند، وكان يعيش في يورونغبيلي، كوينزلاند بحلول عام 2010. في يونيو 2010، تزوج من امرأة التقى بها في مهرجان موسيقي.
بعد رحلة تزلج مدرسية عندما كان في الصف الحادي عشر، أصيب مايبري بـمرض المكورات السحائية في سن 16، وأدى ذلك إلى بتر كلتا ساقيه تحت الركبة. كان في غيبوبة لمدة أسبوعين نتيجة للمرض، وعندما استيقظ في مستشفى خليج بايرون، علم أنه تم بتر ساقيه. كان أحد الأشياء التي حفزته على الاستمرار أثناء إعادة التأهيل هو فرصة ممارسة الرياضة.
درس مايبري العلوم الصحية في جامعة جريفيث، والطب في جامعة سيدني. اتجه إلى الطب جزئيًا بسبب مرضه أثناء المدرسة الثانوية. انتقل إلى سيدني مع خطيبته للقيام بذلك قبل وقت قصير من بداية موسم التزلج 2009-2010. في أغسطس 2010، كان المتحدث الافتتاحي في مؤتمر مؤسسة أماندا يونغ للمكورات السحائية، وفي عامي 2010 و 2011، عمل بدوام جزئي في معهد أبحاث الأطفال في مستشفى الأطفال في ويستميد، حيث كان على اتصال بـ "روبرت بوي في بحثه حول التأثير النفسي والاجتماعي للمكورات السحائية من النوع B على العائلات." كتب عن تجاربه في التعامل مع عدوى المكورات السحائية في مجلة طب الأطفال وصحة الطفل.
عاش مايبري بمقولة غاندي "كن التغيير الذي تريد أن تراه في العالم". توفي في بريزبان في 18 ديسمبر 2024، عن عمر يناهز 38 عامًا.

## التزلج
كان مايبري متزلجًا مصنفًا في فئة LW3 تنافس في أحداث الوقوف باستخدام زوج من الأرجل الاصطناعية. قبل إصابته بالمكورات السحائية، كان يمارس التزلج. عاد للمنافسة في رياضة ذوي الإعاقة بحلول عام 2004. عندما يكون مجهزًا بالكامل، كان يبدو كمتزلج سليم، وكان قادرًا على التزلج بسرعة تزيد عن 110 كيلومتر في الساعة (68 ميل/س). تلقى دعمًا لتزلجه من المعهد الأسترالي للرياضة، ومعهد نيوساوث ويلز للرياضة وبرنامج منح التدريب الرياضي للحكومة الأسترالية.
فاز مايبري بميداليات في أحداث كأس العالم للتزلج الألبي لذوي الاحتياجات الخاصة والألعاب البارالمبية. ظهر لأول مرة مع المنتخب الوطني الأسترالي في عام 2005 في نهائيات كأس أوروبا، ومثل أستراليا في العام التالي في ألعاب تورينو 2006 حيث فشل في الفوز بميدالية في أحداث الوقوف الأربعة للرجال التي تنافس فيها. أنهى السباق في المركز 33 في الانحداري، والمركز 21 في التزلج العملاق، والمركز 19 في التزلج المتعرج ولم ينهِ سباق السوبر جي. عزا مايبري أداءه الضعيف في ألعاب 2006 إلى ساقيه الاصطناعيتين، والتي "لم تشعر بالراحة أثناء أحداث السرعة في إيطاليا". بعد تلك الألعاب، عمل مع أخصائي الأطراف الاصطناعية بيتر فاراند لتطوير أرجل جديدة تعالج المشاكل التي واجهها في إيطاليا. استمر في التزلج بعد ألعاب 2006، وفاز بميدالية ذهبية في حدث كأس العالم عام 2007 في التزلج المتعرج، وفاز بميدالية برونزية في حدث التزلج المتعرج في مسابقة كأس العالم عام 2008.
خلال صيف أستراليا 2009-2010، كان مايبري مقيمًا في أوروبا وأمريكا الشمالية للتدريب. في بطولة العالم 2009، حصل على مركزين سادس في أحداث السوبر جي والانحداري. في ذلك العام، في كأس العالم للجنة البارالمبية الدولية التي استضافتها إسبانيا، تحطم في حدث التزلج العملاق ولم يسجل وقتًا. تم اختياره رسميًا لفريق الألعاب البارالمبية الشتوية الأسترالي لعام 2010 في نوفمبر 2009. أقيم حفل في كانبرا مع رئيس اللجنة البارالمبية الأسترالية جريج هارتونج ووزيرة الرياضة كيت إليس للإعلان عن ذلك. تم اختيار مايبري لأكبر فريق ألعاب بارالمبية شتوية أرسلته أستراليا على الإطلاق إلى الألعاب.
في عام 2010، كان المتزلج الوحيد من النخبة المصاب بهذا النوع من الإعاقة في تصنيفه. في ثاني آخر حدث لكأس العالم قبل ألعاب 2010، على مضمار في فانكوفر، كندا، فاز بميدالية فضية في الانحداري بزمن قدره 1:16.02. في أسبن، كولورادو، في آخر حدث لكأس العالم قبل ألعاب 2010، فاز بميدالية ذهبية في حدث الانحداري. قبل بدء الألعاب، شارك في معسكر تدريبي للمنتخب الوطني في فيل، كولورادو قبل كأس العالم التي استضافتها أسبن. وصل هو وبقية فريق التزلج الألبي البارالمبي الأسترالي إلى القرية البارالمبية في 9 مارس 2010.
كشاب يبلغ من العمر 24 عامًا، تنافس مايبري في خمسة أحداث في الألعاب البارالمبية لعام 2010: الانحداري، والسوبر جي، والسوبر كومبايند، والتزلج العملاق، والتزلج المتعرج. كان والداه في فانكوفر لمشاهدته وهو يتنافس. فاز مايبري بميدالية فضية في حدث الانحداري للرجال وقوف حيث تعادل مع متزلج آخر، وكان زمنه الإجمالي 1:22.78 أنهى السباق في المركز 24 في السوبر جي، وتم استبعاده من حدث التزلج المتعرج بعد أن فاته بوابة، ولم ينهِ سباق التزلج العملاق. بعد الألعاب، عاد مع الفريق إلى سيدني، حيث حضر مؤتمرًا صحفيًا في مطار سيدني الدولي. فاز بجائزة الإنجاز الرياضي من المعهد الأسترالي للرياضة في عام 2010. بحلول سبتمبر 2010، كان قد اعتزل التزلج على مستوى النخبة، وهو واحد من عدة متزلجين بارالمبيين شتويين لعام 2010 اعتزلوا بعد الألعاب. ومن بين الذين اعتزلوا في نفس الوقت الذي اعتزل فيه شانون دالاس وبارت بانتينغ.